# Okres Rypin
Okres Rypin (polsky Powiat rypiński) je okres v polském Kujavsko-pomořském vojvodství. Rozlohu má 587,08 km² a v roce 2020 zde žilo 43 390 obyvatel. Sídlem správy okresu je město Rypin.

## Gminy
Městská:
- Rypin

Vesnické:
- Brzuze
- Rogowo
- Rypin
- Skrwilno
- Wąpielsk

## Město
- Rypin

## Sousední okresy
| Růžice kompasu | Brodnica, Golub-Dobrzyń | Brodnica    | Brodnica, Żuromin | Růžice kompasu |
| Růžice kompasu | Golub-Dobrzyń           | Sever       | Żuromin           | Růžice kompasu |
| Růžice kompasu | Golub-Dobrzyń           | Okres Rypin | Żuromin           | Růžice kompasu |
| Růžice kompasu | Golub-Dobrzyń           | Jih         | Żuromin           | Růžice kompasu |
| Růžice kompasu | Golub-Dobrzyń, Lipno    | Lipno       | Sierpc            | Růžice kompasu |